# Torneio Internacional Solverde em Hóquei em Patins
A Associação Academica de Espinho organiza um dos torneio mais antigos de hóquei em patins de pré-época. 
Este torneio tem contado, desde o início, com o principal pratrocinio do Casino Solverde (Espinho). A Câmara Municipal de Espinho presta apoio na divulgação do torneio.
A 1ª edição deste torneio teve lugar em Dezembro de 1976, e teve como vencedora a equipa do Sporting Clube de Portugal. 
A 4ª edição estava prevista para Dezembro de 1980, mas acabou por só ter lugar em Maio de 1981, tendo o CF "Os Belenenses" conquistado o troféu invicto, num torneio que contou com a participação de cinco equipas.  
Seguiu-se depois um interregno que só terminou em Outubro de 1994, com a disputa da 5ª edição, que foi conquistada pela Juventude de Viana.  
Ao longo dos anos seguintes, este torneio foi ganhando prestigio, contando quase sempre com algumas das melhores equipas portuguesas, e com equipas convidadas de Espanha. Tratando-se de um torneio de pré-temporada, as edições mais mediáticas acontecem nos anos em que a equipa principal da Académica de Espinho participa no Campeonato Nacional da 1ª Divisão.    
Em 1997, na 8ª edição, a equipa do Universidad Campus Mieres desistiu, tendo sido substituída pelo Sporting Clube Marinhense: esta foi a única excepção, no que à participação de equipas estrangeiras diz respeito, até 2020. Nesse ano, o Torneio Solverde foi disputado "à porta fechada", devido às restrições causadas pela pandemia de COVID-19, sem a participação de equipas estrangeiras.   
A título excepcional, a edição de 2023 foi disputada em Maceda (Ovar), devido à troca de piso no Pavilhão Arquiteto Jerónimo Reis.  

## Lista de Vencedores
| Ano   | Vencedor              | 2.º Lugar            | 3.º Lugar            | 4.º Lugar            |        |
| ----- | --------------------- | -------------------- | -------------------- | -------------------- | ------ |
| 2024  | AA Espinho            | HA Cambra            | Juventude Pacense    | Compañia Maria       |        |
| 2023  | AA Espinho            | Escola Livre Azeméis | Famalicense AC       | Compañia Maria       |        |
| 2022  | Física Torres Vedras  | AA Espinho           | Escola Livre Azeméis | Compañia Maria       |        |
| 2021  | AA Espinho            | CP Alcobendas        | HA Cambra            | HC Mealhada          |        |
| 2020  | AD Sanjoanense        | AA Espinho           | Clube Infante Sagres |                      |        |
| 2019  | AA Espinho            | CP Alcobendas        | Famalicense AC       | Escola Livre Azeméis |        |
| 2018  | Sporting CP           | HA Cambra            | AA Espinho           | CP Alcobendas        |        |
| 2017  | CE Lleida Lista Blava | UD Oliveirense       | FC Porto             | AA Espinho           | [ 1 ]  |
| 2016  | AA Espinho            | CP Alcobendas        | AD Sanjoanense       | Valença HC           | [ 2 ]  |
| 2015  | FC Porto              | AA Espinho           | HC Liceo Coruña      | AD Sanjoanense       | [ 3 ]  |
| 2014  | AA Espinho            | HC Liceo Coruña      | AD Sanjoanense       | ACR Gulpilhares      | [ 4 ]  |
| 2013  | HC Liceo Coruña       | HA Cambra            | AA Espinho           | UD Oliveirense       | [ 5 ]  |
| 2012  | UD Oliveirense        | AA Espinho           | HC Liceo Coruña      | CP Alcobendas        | [ 6 ]  |
| 2011  | HC Liceo Coruña       | UD Oliveirense       | OC Barcelos          | AA Espinho           | [ 7 ]  |
| 2010  | UD Oliveirense        | PAS Alcoy            | AA Espinho           | SC Tomar             | [ 8 ]  |
| 2009  | HC Liceo Coruña       | AA Espinho           | UD Oliveirense       | CP Cerceda           | [ 9 ]  |
| 2008  | OC Barcelos           | CP Alcobendas        | AA Espinho           | CD Nortecoope        | [ 10 ] |
| 2007  | AD Valongo            | AA Espinho           | UD Oliveirense       | Patin Coruña         |        |
| 2006  | HA Cambra             | UD Oliveirense       | AA Espinho           | HC Liceo Coruña      |        |
| 2005  | HA Cambra             | VigoStick HC         | CD Portosantense     | AA Espinho           |        |
| 2004  | HA Cambra             | AA Espinho           | VigoStick HC         | Clube Infante Sagres | XV     |
| 2003  | CD Nortecoope         | VigoStick HC         | AA Espinho           | HA Cambra            | XIV    |
| 2002  | VigoStick HC          | CH Carvalhos         | HA Cambra            | AA Espinho           | XIII   |
| 2001  | CD Nortecoope         | AD Sanjoanense       | AA Espinho           | VigoStick HC         | XII    |
| 2000  | Riba d'Ave HC         | CRPF Lavra           | AA Espinho           | Traviesas HC Vigo    | XI     |
| 1999  | UD Oliveirense        | Traviesas HC Vigo    | AA Espinho           | CD Paço de Arcos     | X      |
| 1998  | AA Espinho            | HC Turquel           | CD Cucujães          | Universidad Mieres   | IX     |
| 1997  | AD Valongo            | AA Espinho           | ACR Gulpilhares      | SC Marinhense        | VIII   |
| 1996  | FC Porto              | AA Espinho           | ACR Gulpilhares      | Universidad Mieres   | VII    |
| 1995  | AA Espinho            | AD Valongo           | Clube Infante Sagres | CP Mieres            | VI     |
| 1994  | Juventude de Viana    | AA Espinho           | CH Carvalhos         | Traviesas HC Vigo    | V      |
|       |                       |                      |                      |                      |        |
| 1980* | CF "Os Belenenses"    | Juventude de Viana   | Reus Deportiu        | AA Espinho           | IV     |
| 1979  | FC Porto              | Sporting CP          | AA Espinho           | CP Cibeles Oviedo    | III    |
| 1978  | FC Porto              | AA Espinho           | RC Residentie        | London Selection     | II     |
| 1976  | Sporting CP           | AD Valongo           | FC Porto             | AA Espinho           | I      |

## Vitórias por equipa
| Vitórias | Equipas                 |
| -------- | ----------------------- |
| 8        | AA Espinho              |
| 4        | FC Porto                |
| 3        | HC Liceo Coruña         |
| 3        | HA Cambra               |
| 3        | UD Oliveirense          |
| 2        | Sporting CP             |
| 2        | AD Valongo              |
| 2        | CD Nortecoope           |
| 1        | CF "Os Belenenses"      |
| 1        | Juventude de Viana      |
| 1        | Riba d'Ave HC           |
| 1        | VigoStick HC            |
| 1        | OC Barcelos             |
| 1        | CE Lleida Lista Blava   |
| 1        | AD Sanjoanense          |
| 1        | Física de Torres Vedras |
| 35       | Total                   |

### Internacional
- «Ligações ao Hóquei em todo o Mundo» Arquivado em 16 de março de  2010, no Wayback Machine.